# Vic (Puèi Domat)
Vic la Còmte (en francès Vic-le-Comte) és un municipi francès situat al departament del Puèi Domat i a la regió d'Alvèrnia-Roine-Alps. L'any 2007 tenia 4.607 habitants.

## Demografia

### Població
El 2007 la població de fet de Vic la Còmte era de 4.607 persones. Hi havia 1.837 famílies de les quals 494 eren unipersonals (165 homes vivint sols i 329 dones vivint soles), 558 parelles sense fills, 655 parelles amb fills i 130 famílies monoparentals amb fills.
La població ha evolucionat segons el següent gràfic:
Habitants censats

### Habitatges
El 2007 hi havia 2.096 habitatges, 1.865 eren l'habitatge principal de la família, 74 eren segones residències i 156 estaven desocupats. 1.791 eren cases i 300 eren apartaments. Dels 1.865 habitatges principals, 1.369 estaven ocupats pels seus propietaris, 433 estaven llogats i ocupats pels llogaters i 63 estaven cedits a títol gratuït; 20 tenien una cambra, 96 en tenien dues, 265 en tenien tres, 651 en tenien quatre i 833 en tenien cinc o més. 1.358 habitatges disposaven pel capbaix d'una plaça de pàrquing. A 774 habitatges hi havia un automòbil i a 883 n'hi havia dos o més.

### Piràmide de població
La piràmide de població per edats i sexe el 2009 era:
| Homes | Edats   | Dones |
| ----- | ------- | ----- |
| 0     | 95 o +  | 8     |
| 0     | 90 a 94 | 12    |
| 20    | 85 a 89 | 32    |
| 16    | 80 a 84 | 28    |
| 68    | 75 a 79 | 132   |
| 100   | 70 a 74 | 136   |
| 76    | 65 a 69 | 88    |
| 96    | 60 a 64 | 100   |
| 68    | 55 a 59 | 68    |
| 152   | 50 a 54 | 192   |
| 184   | 45 a 49 | 144   |
| 200   | 40 a 44 | 148   |
| 140   | 35 a 39 | 184   |
| 176   | 30 a 34 | 168   |
| 144   | 25 a 29 | 156   |
| 140   | 20 a 24 | 92    |
| 136   | 15 a 19 | 156   |
| 172   | 10 a 14 | 148   |
| 140   | 5 a 9   | 104   |
| 128   | 0 a 4   | 100   |

## Economia
El 2007 la població en edat de treballar era de 3.001 persones, 2.154 eren actives i 847 eren inactives. De les 2.154 persones actives 1.968 estaven ocupades (1.065 homes i 903 dones) i 186 estaven aturades (81 homes i 105 dones). De les 847 persones inactives 258 estaven jubilades, 340 estaven estudiant i 249 estaven classificades com a «altres inactius».

### Ingressos
El 2009 a Vic la Còmte hi havia 1.999 unitats fiscals que integraven 4.938 persones, la mediana anual d'ingressos fiscals per persona era de 19.446 €.

### Activitats econòmiques
Dels 222 establiments que hi havia el 2007, 11 eren d'empreses alimentàries, 10 d'empreses de fabricació d'altres productes industrials, 30 d'empreses de construcció, 42 d'empreses de comerç i reparació d'automòbils, 12 d'empreses de transport, 14 d'empreses d'hostatgeria i restauració, 3 d'empreses d'informació i comunicació, 10 d'empreses financeres, 8 d'empreses immobiliàries, 20 d'empreses de serveis, 41 d'entitats de l'administració pública i 21 d'empreses classificades com a «altres activitats de serveis».
Dels 62 establiments de servei als particulars que hi havia el 2009, 1 era una oficina d'administració d'Hisenda pública, 1 gendarmeria, 1 oficina de correu, 4 oficines bancàries, 1 funerària, 6 tallers de reparació d'automòbils i de material agrícola, 1 taller d'inspecció tècnica de vehicles, 2 autoescoles, 4 paletes, 2 guixaires pintors, 4 fusteries, 6 lampisteries, 3 electricistes, 2 empreses de construcció, 8 perruqueries, 1 agència de treball temporal, 8 restaurants, 3 agències immobiliàries, 2 tintoreries i 2 salons de bellesa.
Dels 17 establiments comercials que hi havia el 2009, 2 eren supermercats, 1 una gran superfície de material de bricolatge, 2 botigues de més de 120 m², 4 fleques, 3 carnisseries, 2 llibreries, 1 una botiga d'electrodomèstics, 1 un drogueria i 1 una floristeria.
L'any 2000 a Vic la Còmte hi havia 19 explotacions agrícoles que ocupaven un total de 737 hectàrees.

## Equipaments sanitaris i escolars
El 2009 hi havia 2 farmàcies i 1 ambulància.
El 2009 hi havia 2 escoles maternals i 2 escoles elementals. Vic la Còmte disposava d'un col·legi d'educació secundària amb 348 alumnes.

## Poblacions més properes
El següent diagrama mostra les poblacions més properes.